# 鞠运
鞠運，五胡十六国時代前燕人物，東萊郡人。
鞠運在前燕担任参軍。339年九月（《十六国春秋·卷25·慕容皝》作八月）燕王慕容皝以自己自称王位没有获得东晋册封，派鞠運和長史劉翔由海路赴建康。递送慕容皝書簡，请东晋册封慕容皝王位，并同时约定日期大举出兵，共同平定中原。